# Individualastrologie

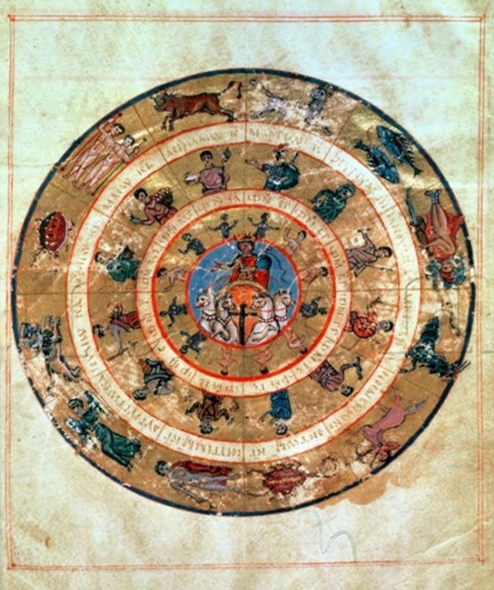
Darstellung des Tierkreises in einer byzantinischen Ausgabe des Tetrabiblos aus dem 9. Jahrhundert

Die Individualastrologie (auch Geburtsastrologie, Geburtshoroskopie oder Genethlialogie) ist der Teilbereich der Astrologie, der sich mit dem Schicksal und dem Charakter eines einzelnen Menschen befasst, im Gegensatz zur Mundanastrologie.
Die Hauptelemente eines Geburtshoroskopes sind für gewöhnlich der Aszendent und das Medium coeli sowie die Horoskophäuser, Himmelskörper wie Sonne, Mond und Planeten, ihre Positionen in den Tierkreiszeichen und ihre Aspekte zueinander, die Tierkreiszeichen und Mondknoten. Auf Basis dieser Elemente, berechnet für Geburtsort und -zeit eines Menschen, werden mit dem Geburtshoroskop Aussagen beispielsweise zu Charakter, Lebensweg oder Schicksal des Geborenen getroffen. Mit der Geburtshoroskopie wird sowohl in der westlichen wie in der indischen Astrologie (Jyotisha)  gearbeitet, allerdings mit beträchtlichen Unterschieden.
In wissenschaftlichen Untersuchungen erweisen sich diese Aussagen allerdings nicht häufiger als richtig als durch reinen Zufall zu erwarten wäre.
Die westliche Genethlialogie hat ihren Ursprung im alten Ägypten des 2. Jh. v. Chr. Als Vorläufer der Geburtshoroskopie können die sogenannten babylonischen Keilschrift-'Horoskope' des 5. – 1. Jh. v. Chr. betrachtet werden. Allerdings stellen diese Omen-Sammlungen zu den Planetenpositionen bei der Geburt auf den überlieferten Keilschrift-Täfelchen im astrologischen Sinne keine Horoskope dar. Auf den Keilschrift-Täfelchen finden sich entsprechend lediglich Angaben zur Position der Planeten (wozu in der Astrologie auch Sonne und Mond gehören) in den Tierkreiszeichen, teils ergänzt durch sehr einfache Deutungen – Omen – wie etwa „seine Tage werden zahlreich sein“. Eine größere Bedeutung erlangte die eigentliche Genethlialogie dann im Hellenismus bzw. ausgehend vom spätägyptischen Ptolemäerreich, befördert vor allem durch die sokratische, platonische und stoische Philosophie, womit die Individualität jedes einzelnen Menschen an Bedeutung gewann. Geburtshoroskope wurden nun verstärkt für beliebige Personen erstellt.

Ein umfangreiches und in Europa für lange Zeit maßgebliches Kompendium der antiken Geburtshoroskopie ist das im 2. Jahrhundert n. Chr. entstandene Tetrabiblos von Claudius Ptolemäus.
Den Planeten wurden schon seit langer Zeit in Babylonien ähnliche Bedeutungen zugeschrieben wie noch in der heutigen Astrologie. So galt etwa Mars als Repräsentant des Kriegsgottes Nergal, und Saturn stand für Beständigkeit und Ordnung. Wesentliche Neuerungen in der griechisch-römischen Antike betrafen die Charakterisierung der Tierkreiszeichen aufgrund der aristotelischen Vier-Elemente-Lehre und die Einführung der Aspekte, d. h. der Winkelbeziehungen der Planeten, als Deutungselemente.